# Good Enough (Evanescence)
Good Enough è il quarto ed ultimo singolo estratto dall'album The Open Door della band statunitense Evanescence.

## Descrizione
Good Enough è stata scritta da Amy Lee per suo marito e amico Josh Hartzler. È stata prodotta da Dave Fortman e registrata agli Record Plant Studios di Los Angeles, California. 
(Amy Lee - "Amy Lee Says New Evanescence LP Has More Sensuality", mtv.com)
La canzone, che è stata l'ultima traccia composta dell'album, fu messa alla fine dell'album inoltre per "segnare un nuovo inizio" per la band, tema trattato ampiamente in The Open Door e legato alla vita privata della cantante. Nel libretto di The Open Door, Amy ha dichiarato che l'amico di lunga data e marito, Josh Hartzler, è stato la fonte principale di ispirazione per la canzone, proprio come per uno dei precedenti singoli della band, "Bring Me to Life". Nel booklet scrive, "Josh, tu sei la mia musa. Nessun'altra cosa mi ispira come lo fai tu. Grazie per tutti i miei pezzi mancanti. Grazie alla tua forza e al tuo amore. Grazie per avermi lasciato vedere attraverso i tuoi occhi, perché solo in questo modo ho potuto comprendere di essere abbastanza adatta per te." In un'intervista con VH1, Amy ha inoltre dichiarato, "Ho attraversato diverse difficoltà durante la composizione dell'album, e verso la fine, mi sono lasciata alle spalle quelle brutte situazioni. È stato veramente difficile. Bisogna veramente essere coraggiosi e forti. Dopo averlo fatto, mi sono sentita così incredibile. Per la prima volta mi sono sentita come se potessi scrivere una canzone basata sul fatto di quanto mi senta bene. Non l'avevo mai fatto prima. Durante un'altra intervista con The Washington Post, Amy ha dichiarato:
(Amy Lee - "Another 'Door' Opens for Amy Lee", The Washington Post)

### Composizione
"Good Enough" è una ballad al piano moderatamente lenta con tema felice. Secondo gli spartiti pubblicati sul sito Musicnotes.com dalla Alfred Music Publishing, la canzone è impostata su un tempo comune di 4/4 ed eseguita un tempo moderatamente lento di 92 battiti al minuto. "Good Enough" è stata scritta in chiave di Fa minore, mentre l'estensione vocale di Amy va dal Sol3 al Mi♭5. La canzone contiene archi, pianoforte e voce come strumenti principali.

## Il singolo
La pubblicazione del singolo fu programmata in Germania in versione basic e premium per il 14 dicembre 2007, ma la data non fu mai annunciata e il singolo non venne mai pubblicato.
Per la trasmissione alle radio furono create due versioni del singolo, una con l'intera introduzione orchestrale tagliata (la stessa versione del video) e un'altra ulteriormente accorciata tramite il taglio dell'ultima strofa.
- CD singolo[11][13]

1. Good Enough (Radio edit) – 4:33
2. Good Enough (Acoustic from Intl Live) – 4:30

- CD maxi singolo[12][13]

1. Good Enough (Radio edit) – 4:33
2. Good Enough (Acoustic from Intl Live) – 4:30
3. Your Star (Live from Tokyo) – 4:43
4. Good Enough (Video)

## Video musicale
Il video per la canzone è stato girato da Marc Webb e Rich Lee, per la DNA, tra l'11 giugno 2007 e il 14 giugno 2007 nella Vaci Ucta di Budapest, Ungheria.
Ricco di effetti speciali, il video vede come unica protagonista Amy Lee, la quale vaga per una casa in cui gli elementi a cui si avvicina vengono sottoposti misteriosamente ad un intenso calore e dunque prendono fuoco; presso la fine del video, il cantare della Lee sembra invocare la pioggia che spegne tutto il fuoco creatosi attorno a lei durante l'esecuzione della canzone. La lista degli elementi della casa prevede anche il pianoforte che viene suonato per gran parte del video. All'inizio della clip, la protagonista nasconde una fotografia sottoterra e molti fan hanno ipotizzato che nella foto potesse essere raffigurato Ben Moody, indicando così una metafora che indica il 'voltare pagina' della Lee.
In realtà la foto non è di nessuno in particolare: infatti Amy Lee, quando la vede, esclama "Who is this guy?", cioè "Chi è questo ragazzo?".

## Formazione
Crediti tratti dal libretto di The Open Door.
- Amy Lee – voce, pianoforte, songwriting, assistente alla programmazione
- David Campbell – arrangiamenti orchestrali
- DJ Lethal – programmazione
- Dave Fortman – produzione, missaggio
- Ted Jensen – mastering
- Jeremy Parker – ingegneria del suono
- Mike Houge – assistente ingegneria
- Wesley Seidman – assistente ingegneria